# Cerodontha islandica
Cerodontha islandica este o specie de muște din genul Cerodontha, familia Agromyzidae, descrisă de Griffiths în anul 1968.
Este endemică în Islanda. Conform Catalogue of Life specia Cerodontha islandica nu are subspecii cunoscute.